# اولیور مک‌دونالد
اولیور مک‌دونالد (انگلیسی: Oliver Macdonald; ۲۰ فوریهٔ ۱۹۰۴ – ۱۴ آوریل ۱۹۷۳) دونده اهل ایالات متحده آمریکا بود.